# Hamburger Terrorzelle

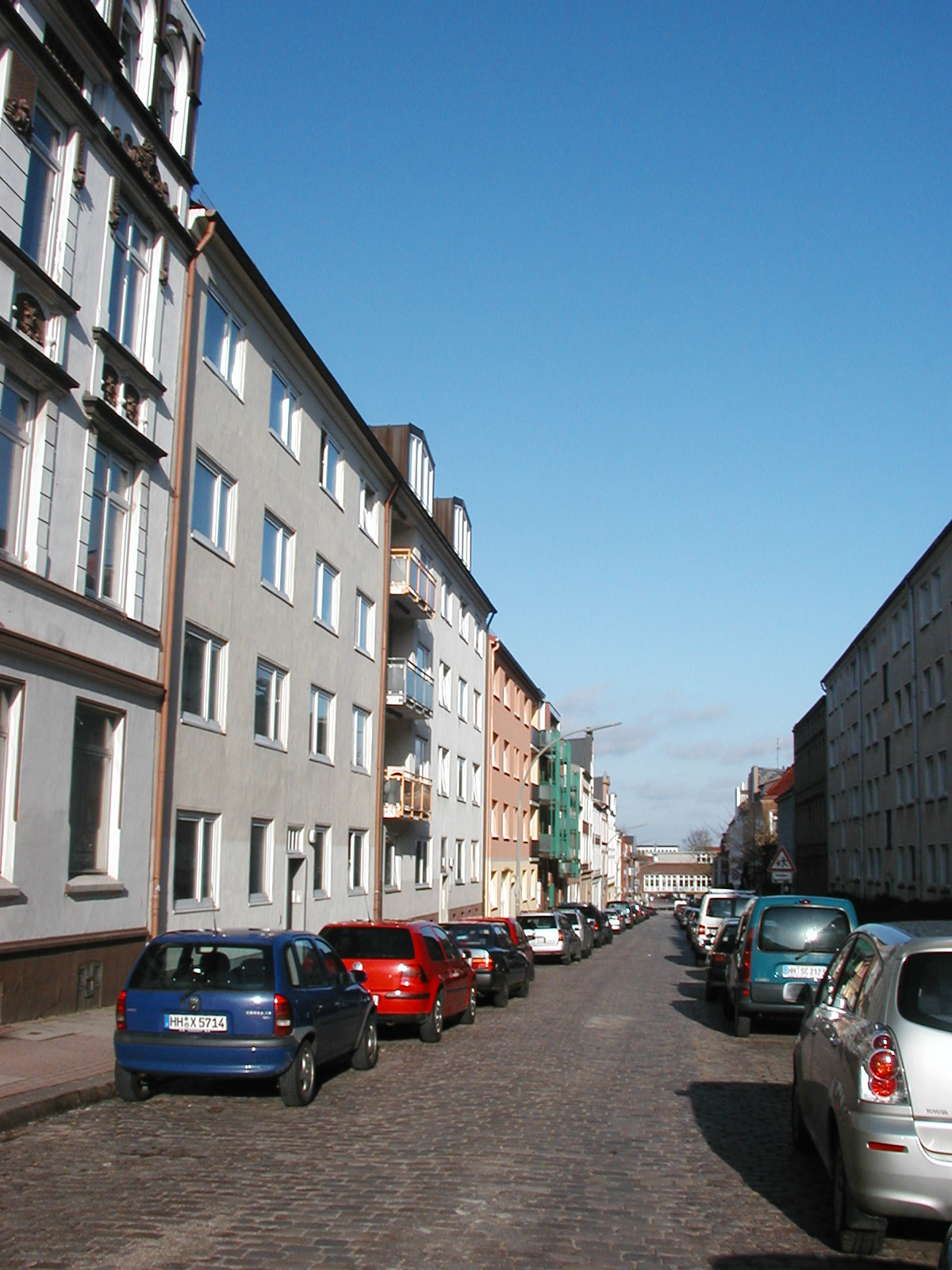
Die Marienstraße in Hamburg-Harburg. In Haus Nummer 54 (links im Bild) wohnten von 1998 bis 2001 mehrere Mitglieder der Hamburger Terrorzelle.

Die Hamburger Terrorzelle war eine Gruppe radikal-islamistischer Muslime in Hamburg, die die Anschläge vom 11. September 2001 planten und durchführten.

## Beschreibung
Mutmaßlicher Kopf der islamistischen Terrorgruppe war Mohammed Atta, um den herum sich nach den Erkenntnissen der Ermittlungsbehörden in Hamburg eine al-Qaida-Zelle bildete. Geplant wurden die Anschläge offenbar von dem sich im Ausland befindlichen Pakistaner Chalid Scheich Mohammed. Treffpunkt der Gruppe war seit November 1998 eine Wohnung in der Marienstraße 54 im Stadtteil Harburg, die Atta gemeinsam mit Ramzi Binalshibh und Said Bahaji bewohnte und von ihren Bewohnern als Dar al-Ansar ("Haus der Unterstützer") bezeichnet wurde. Maßgebliche Mitglieder der Hamburger Zelle waren neben Atta vor allem auch Ziad Jarrah und Marwan al-Shehhi sowie Ramzi Binalshibh, der als Vertrauter und Stellvertreter des "Chefplaners" Chalid Scheich Mohammed betrachtet wird. Die Mitglieder verkehrten zudem häufig in der Hamburger Al-Quds-Moschee. Zum erweiterten Kreis der Hamburger Zelle werden teilweise auch Muhammad Haidar Zammar sowie Mohammed Belfas, ein in Hamburg ansässiger Islamprediger indonesisch-jemenitischer Herkunft gerechnet. Belfas leitete einen islamischen Gebetskreis, an dem auch Mohammed Atta bis ins Jahr 1999 hinein regelmäßig teilnahm. Unklar ist, ob und – wenn ja – wie viel Zammar bzw. Belfas von der Planung der Anschläge wussten.
Alle drei Selbstmordpiloten der Zelle werden der salafistischen, genauer gesagt der dschihadistischen Richtung dieser Strömung des Islam zugerechnet. In der Gruppe spielten Verschwörungstheorien und Antisemitismus eine große Rolle. Im Prozess gegen Mounir al-Motassadeq, der zum erweiterten Kreis der Hamburger Zelle zählte, sagten Zeugen aus, es habe sich alles nur noch um „die Juden“ und Amerika gedreht. Al-Motassadeq soll erklärt haben, einen Frieden mit Israel werde es niemals geben.
Nach den Erkenntnissen der Bundesanwaltschaft war die Gruppe nicht nur ausführendes Organ, sondern neben Chalid Scheich Mohammed auch selbst maßgeblich an der Planung der Anschläge beteiligt.
Das Oberlandesgericht Hamburg urteilte 2003, dass die Hamburger Zelle keine selbständige Teilorganisation sei, die als eigenständige terroristische Vereinigung im Sinne von § 129a StGB anzusehen sei.
Diese Auffassung wurde jedoch im weiteren Verfahrensverlauf revidiert.
| Name                          | Anmerkungen                                               |
| ----------------------------- | --------------------------------------------------------- |
| Mohammed Atta (1968–2001)     | starb beim Anschlag mit American-Airlines-Flug 11         |
| Marwan al-Shehhi (1978–2001)  | starb beim Anschlag mit United-Airlines-Flug 175          |
| Ziad Jarrah (1975–2001)       | starb beim Absturz von United-Airlines-Flug 93            |
| Ramzi Binalshibh (* 1972)     | wird seit 2006 im Lager Guantanamo gefangen gehalten      |
| Said Bahaji (1975–2013)       | soll 2013 verstorben sein                                 |
| Zakariya Essabar (* 1977)     | unbekannter Aufenthaltsort, möglicherweise getötet worden |
| Mounir al-Motassadeq (* 1974) | lebt nach Haftstrafe in Deutschland seit 2018 in Marokko  |

## Filme
- The Hamburg Cell. Dokudrama, 101 Min. Regie: Antonia Bird, Buch: Ronan Bennett, Alice Perman. Vereinigtes Königreich/Kanada 2004.[13]
- 9/11 – Verschwörung in Hamburg. Dokumentarfilm, 45 Min. Buch: Nathalie Boegel, Cordula Meyer. Deutschland 2021.[14]

## Artikel
- 9/11: Wo die "Todespiloten" der Terroranschläge zu Hause waren NDR 9. September 2011
- Harburg Spurensuche in Hamburg: Hier lebte die Terrorzelle vom 11. September von Bernhard Sprengel, Hamburger Morgenpost 7. September 2021
- Die „Terror-WG“ in Hamburg-Harburg: ein Besuch 20 Jahre danach, RND Redaktionsnetzwerk Deutschland 11. September 2021